# Ciceu (Harghita)
Ciceu (in ungherese Csíkcsicsó) è un comune della Romania di 2 710 abitanti, ubicato nel distretto di Harghita, nella regione storica della Transilvania.
Il comune è formato dall'unione di 2 villaggi: Ciceu e Ciaracio.
Ciceu è divenuto comune autonomo nel 2004, staccandosi dal comune di Siculeni.
La maggioranza della popolazione è di etnia Székely.
Nel territorio del comune è situato un campo volo con 2 piste in erba, utilizzato principalmente per il volo da diporto sportivo.